# Walter Schuhmann

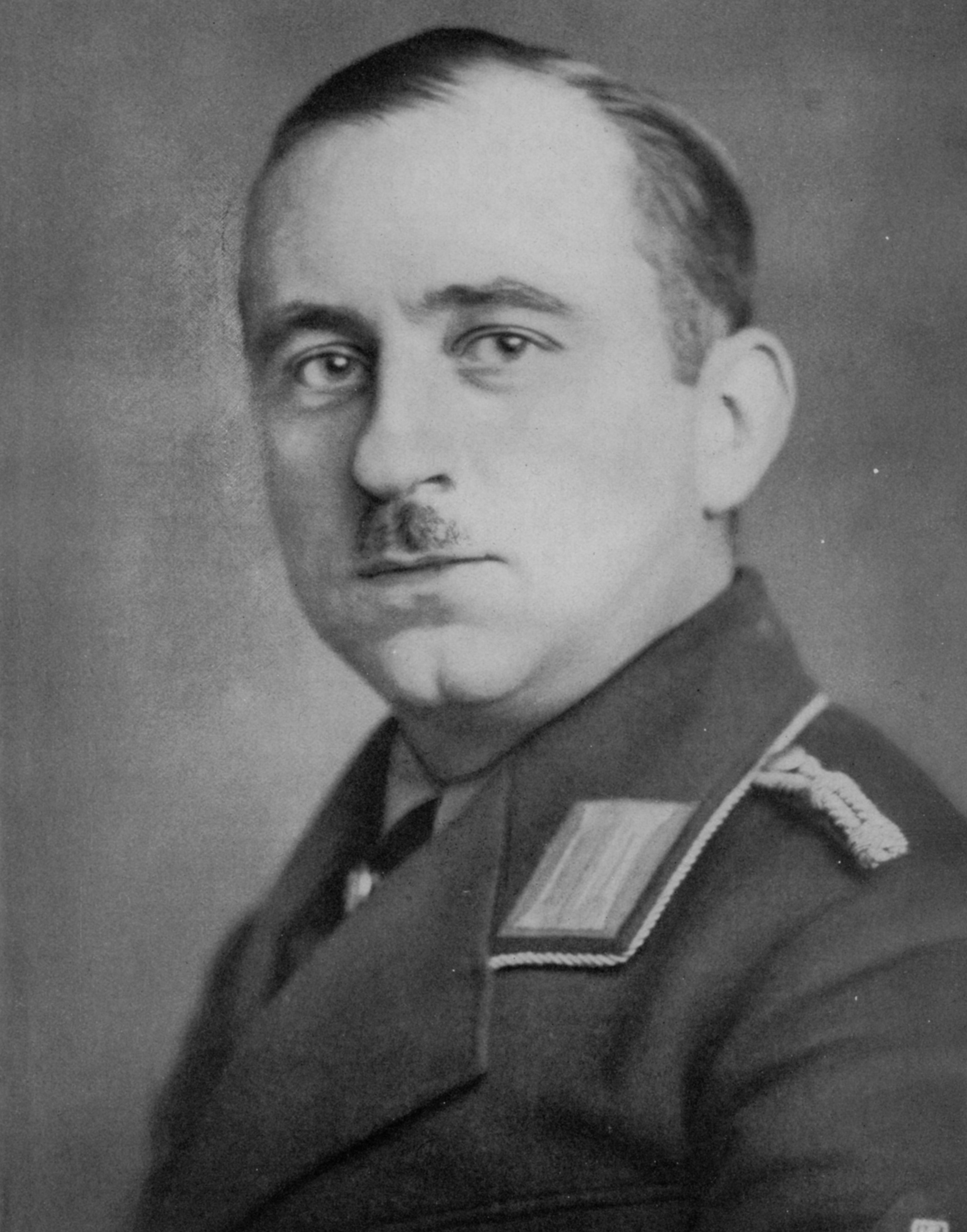
Walter Schuhmann, um 1933

Walter Schuhmann (* 3. April 1898 in Berlin; † 2. Dezember 1956 in Berlin-Neukölln) war Leiter der Nationalsozialistischen Betriebszellenorganisation (NSBO) und Mitglied des Reichstags (NSDAP). 

## Biografie
Walter Schuhmann, Sohn eines Werkzeugmachers,  besuchte nach der Volksschule die Fortbildungsschule in Berlin und arbeitete danach in der Landwirtschaft. Seine landwirtschaftliche Ausbildung absolvierte er in der von Theodor Fritsch entwickelten Siedlung Heimland. Im Ersten Weltkrieg kämpfte Schuhmann als Soldat in Russland und in Frankreich, wo er 1917 verwundet wurde. Ab 1922 arbeitete er als Monteur für Hochantennen und Blitzableiter. Von 1921 bis 1925 war Schuhmann Mitglied im Bund Oberland. Er trat 1925 der NSDAP und SA bei und war von 1926 bis 1929 Sektionsführer in Berlin-Neukölln. Von 1929 bis 1933 war Schuhmann auch als Stadtverordneter tätig und bis 1930 2. Vorsitzender der NSDAP-Stadtverordnetenfraktion.
Ab 1930 war Schuhmann Organisationsleiter des Gaues Berlin und Reichsobmann des NSBO sowie ab 1931 Leiter der Reichsbetriebszellenabteilung in der NSDAP sowie Leiter des Gesamtverbandes der Arbeiter innerhalb der DAF. Im Jahr 1932 wurde er Mitglied des Reichswirtschaftsrats der NSDAP für sozialpolitische Fragen und von 1933 bis 1938 – ab 1934 beurlaubt – Leiter der NSBO der NSDAP. Er war Führer des Gesamtverbandes der deutschen Arbeiter und war Mitglied der Akademie für deutsches Recht. Von 1933 bis 1943 war er Preußischer Staatsrat. Schuhmann war gemeinsam mit Robert Ley maßgeblich an der Gleichschaltung der Gewerkschaften beteiligt. Am 1. März 1936 wurde er Reichstreuhänder der Arbeit für Schlesien und 1941 in gleicher Funktion für Niederschlesien. 1942 wurde er Präsident des niederschlesischen Landesarbeitsamtes. Schuhmann wechselte später von der SA in die SS (SS-Nummer 347.116) und erhielt 1943 den Rang eines SS-Standartenführers. Als Hauptstellenleiter der NSDAP und Ministerialdirigent beim Generalbevollmächtigten für den Arbeitseinsatz fungierte er ab 1943 und war zudem Vorsitzender des Ehrenausschusses der „Führerstiftung“ für Opfer der Arbeit. Zudem wurde er 1943 Reichshauptstellenleiter der NSDAP. Bereits im Jahr 1930 wurde er erstmals in den Reichstag gewählt, dem er für die NSDAP durchgängig bis 1945 angehörte. Zunächst war es bis 1932 für den Wahlkreis II (Potsdam) und danach für den Wahlkreis 3 (Berlin) im Reichstag.
Nach Kriegsende wurden Schuhmanns Schriften Wir helfen dem Landarbeiter! (Mayr, Miesbach 1932) und Wir zerbrechen den Marxismus! (Arendt, Sulzbach/Oberpfalz 1932) sowie das mit Ludwig Brucker verfasste Werk Sozialpolitik im neuen Staat (Rink & Krause, Berlin 1934) in der Sowjetischen Besatzungszone auf die Liste der auszusondernden Literatur gesetzt.